# Bodegas Suau
La Bodegas Suau è un'azienda spagnola che si occupa della produzione e distribuzione di brandy invecchiati, rum e gin.

## Storia
El Mallorquín è il nome di un piroscafo che solcava l'Oceano Atlantico nella prima metà del diciannovesimo secolo, al comando del capitano Don Juan Suau y Bennaser; oltre ad essere un esperto comandante, era anche un commerciante di prodotti tipici caraibici, con base in Cuba, in particolare rum, allora prodotto in alambicchi di rame che Don Suau fece portare direttamente dalla Spagna.
Nel porto di Maiorca, Don Suau si innamorò della figlia di un ricco commerciante di alcolici, e la sposò dopo aver promesso al padre di lei di terminare le sue peregrinazioni marittime e di stabilirsi a Maiorca.
Nel 1850, il Capitano Suau vendette la sua nave e trasferì la sua attività di produzione di bevande caraibiche a Palma. Nel Museo della Bodegas y Destilerias Suau in Mallorca sono ancora conservati i preziosi alambicchi
in rame che Don Suau fece portare da Cuba. Il liquore più famoso dell'epoca era l'Anisetta La Paloma, liquore preferito dal leggendario generale messicano Pancho Villa; la Paloma è ancora oggi il nome della zona dove sorge la Distilleria Suau.
Dal 1851 la Distilleria Suau si è dedicata esclusivamente al brandy; prima del Suau, si ricordano marchi di brandy che hanno fatto la storia, come il “Madelon”, il “Jamie I” o il “1229”; grazie alla esperienza pluridecennale, si può affermare che i Brandy della Distilleria Suau sono oggi una bandiera della identità maiorchina.  Da qualche anno la distilleria Suau ha introdotto un gin prodotto però a Londra.

## Produzione
Il processo di fabbricazione del Suau è ancora oggi completamente artigianale, con invecchiamenti in botti di legno pregiato; le cantine ed il museo che in alcuni giorni sono anche aperti al pubblico, hanno pareti spesse 180 cm e sono collocate a 40 metri di profondità.

## Distribuzione
In Italia, dal 2015, Mavi Drink distribuisce i Solera 15 e 25 anni e il Suau Reserva Privada. E dal 2018 il Ron Jungla, rum caraibico che è sottoposto ad un secondo invecchiamento in botti che contenevano Brandy, presso le cantine Suau a Maiorca.

## Elenco dei prodotti

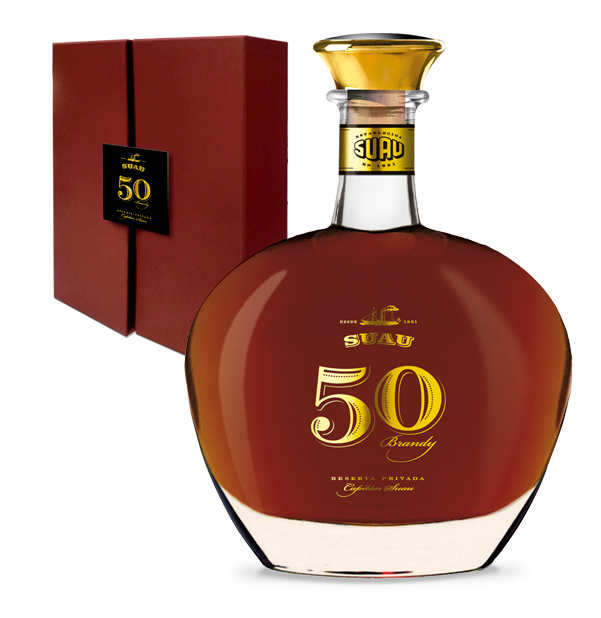
Brandy Suau 50 anni

### Brandy
- Brandy Suau – Solera Reserva 15, invecchiato 15 anni.
- Brandy Suau – Solera Gran Reserva 25, invecchiato 25 anni.
- Brandy Suau – Reserva Privada 50, invecchiato 50 anni.
- Brandy Suau – Orange, invecchiato 8 anni e miscelato con arance.

### Gin
- Suau London Dry Gin[4]

### Rum
- Ron Jungla[5]